# Cântar

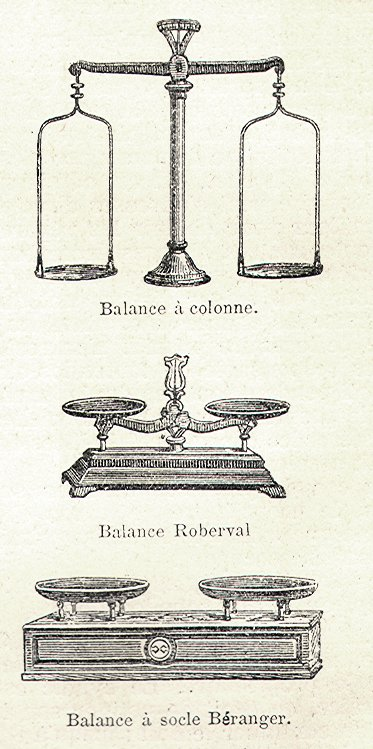
Cântarul în antichitate

Cântarul sau balanța sunt un instrument pentru determinarea masei unui corp constând dintr-o pârghie cu brațe egale și două talere, care echilibrează cu greutăți etalonate.
Primul aparat de cântărit a fost o balanță utilizată de egipteni în mileniul al patrulea î.Hr. Aceasta avea o formă extrem de simplă, brațul orizontal fiind susținut la mijloc de un pivot și dispus pe laterale, la distanțe egale, cu două talere suspendate cu sfoară. Inițial, această balanță era utilizată pentru a cântări și compara nu numai diverse produse destinate trocului, cât și pentru a determina masa prafului de aur pe care îl primeau, uneori, vânzătorii în schimbul bunurilor. Deși se număra printre primele modele, balanța egiptenilor avea o acuratețe de aproximativ 99%. Egiptenii au fost cei care au introdus și conceptul utilizării greutăților pentru a afla masa unui produs în urma echilibrării balanței.
Acest tip de măsurătoare a masei corpurilor a fost îmbunătățit în mod semnificativ de romani, de la care a rămas moștenire "cântarul roman", încă din perioada primului mileniu. Noua balanță avea, pe una dintre jumătățile brațului, o singură contragreutate etalonată, care putea fi deplasată de-a lungul pârghiei, până când aceasta stătea în echilibru. Romanii au fost aceia care au confecționat balanța astfel încât porțiunea punct de sprijin să fie sprjinită pe un pivot ascuțit la capătul de sprijin, pentru a oferi o balansare cât mai exactă în momentul cântăririi.

## Tipuri de balanțe
- cu brațele egale care, la echilibru, permite recunoașterea egalității a două mase: {\displaystyle m_{1}=m_{x}.} Dacă masa m1 este cunoscută, se află direct masa mx.
- cu brațe neegale pentru care, la echilibru:

{\displaystyle m_{x}={\frac {M_{1}l_{1}}{l_{x}}},}
unde M1 este o masă de valoare fixă, iar l1 și lx - brațele pârghiei, dintre care lx are o valoare constantă.